# Jornal da Paraíba
O Jornal da Paraíba é um antigo jornal matutino de circulação diária e atualmente um portal de notícias no estado da Paraíba. Foi fundado em 5 de setembro de 1971 e faz parte da Rede Paraíba de Comunicação, responsável também pela TV Cabo Branco e pela TV Paraíba, ambas afiliadas da TV Globo. Além das TVs, há na rede as rádios CBN João Pessoa e Cabo Branco FM e os portais G1 Paraíba e GE Paraíba.
O Jornal da Paraíba é composto por duas redações situadas nas cidades de João Pessoa e Campina Grande, além de vários correspondentes nas principais cidades da Paraíba.
O veículo possui colunistas e blogueiros. Além disso, conta com uma sessão de vídeos exclusivos, o Jornal da Paraíba TV; um acervo que disponibiliza todas as edições do jornal desde sua fundação em arquivos eletrônicos; e uma versão para deficientes visuais, que traz a possibilidade de ouvir todas as notícias em áudio.
Em 7 de abril de 2016, o presidente da Rede Paraíba de Comunicação, Eduardo Carlos, anunciou a suspensão da versão impressa. O motivo foi a crise econômica e o crescimento das mídias digitais, como diz o comunicado. A última edição foi publicada no dia 10 de abril de 2016. Com isso, o periódico mudou para a versão online.

## Prêmios
Prêmio Vladimir Herzog
Prêmio Vladimir Herzog de Fotografia
Prêmio Abracopel de Jornalismo
Prêmio Nacional de Jornalismo do Poder Judiciário
| Ano  | Obra                                                                                                   | Veículo de mídia       | Autor            | Resultado      |
| ---- | --- | ---------------------- | ---------------- | -------------- |
| 2012 | "O amor é o dom maior"                                                                                 | Jornal da Paraíba (PB) | Francisco França | Venceu         |
| 2024 | Comitê une patrões e empregados e reduz acidentes por choques elétricos na Construção Civil da Paraíba | Jornal da Paraíba (PB) | Felipe Nunes     | Menção Honrosa |
| 2024 | Além das Urnas                                                                                         | Jornal da Paraíba (PB) | Felipe Nunes     | 2º lugar       |